# Cerastium arcticum
Espèce
Classification phylogénétique
Cerastium arcticum est une espèce de céraiste de la famille des Caryophyllaceae que l'on trouve au nord de l'Écosse, en Norvège, à l'île de Spitzberg, au sud du Groenland, à l'île de Baffin, en Islande et dans le Labrador.

## Description
Cette plante est pubescente avec des feuilles elliptiques et des fleurs blanches, solitaires ou doubles, plutôt grandes et belles quand elles sont totalement ouvertes, dont les pétales considérablement échancrés sont beaucoup plus grands que les tépales.

## Habitat
Elle pousse en touffes sur des éboulis rocheux ou des sols pierreux, humides et ouverts.

## Synonymes
- Cerastium alpinum var. procerum Lange
- Cerastium alpinum var. uniflorum Durand
- Cerastium arcticum subsp. hyperboreum (Tolm.) Böcher
- Cerastium arcticum var. procerum (Lange) Hultén
- Cerastium arcticum subsp. procerum (Lange) Böcher
- Cerastium arcticum var. vestitum Hultén
- Cerastium hyperboreum Tolm.
- Cerastium latifolium C.Hartm.
- Cerastium nigrescens subsp. arcticum (Lange) P.S.Lusby